# George and the Dragon
George and the Dragon is een Amerikaanse/Duitse/Britse/Luxemburgse actiekomedie uit 2004. De film is een alternatieve vertelling over de legende van Sint Joris en de Draak.

## Verhaal
George is een ridder die in de kruistochten gevochten heeft en naar huis komt. Hij is het vechten moe en wil rustig gaan leven, hij gaat naar de koning om hem een stukje land en twee koeien te vragen. Het blijkt echter dat zijn dochter prinses Lunna verdwenen is en George sluit zich aan bij haar verloofde Garth die de zoekactie leidt. Door een overval van een bende bandieten raken George, Elm (de lijfwacht van de prinses) en Wynn (een jonge dorpsgenoot die George gevolgd is om ridder te worden) los van de expeditie en vinden Lunna in een grot waar ze een drakenei bewaakt. George wil het ei vernietigen maar Lunna weet dit meermalen te verhinderen. Na een hoop complicaties waarbij Garth een andere agenda blijkt te hebben vinden George en Lunna elkaar en zijn ze er de enige getuigen van dat de draak en haar baby alles overleefd hebben.

## Rolverdeling
| Acteur                | Rol             |
| --------------------- | --------------- |
| James Purefoy         | George          |
| Piper Perabo          | Prinses Lunna   |
| Patrick Swayze        | Garth           |
| Michael Clarke Duncan | Tarik           |
| Bill Treacher         | Elmendorf       |
| Jean-Pierre Castaldi  | Bernard         |
| Rollo Weeks           | Wryn            |
| Paul Freeman          | Sir Robert      |
| Stefan Jürgens        | Bulchar         |
| Phil McKee            | McNally         |
| Caroline Carver       | Sister Angela   |
| Joan Plowright        | Mother Superior |
| Simon Callow          | King Edgaar     |
| Carl Chase            | Arrd            |
| Bill Oddie            | Odo             |